# José Roel Lungay
José Roel Lungay (11 de marzo de 1960, Manila), más conocido como el Padre Roel, es un cantante, compositor y sacerdote católico filipino. Su pasión por la música fue cuando cantaba en el coro de su parroquia, al grabar su primer disco hizo también una serie de giras internacionales haciendo conocer sus canciones por algunos países de América. Se podría considerar que fue un misionero en interpretar sus canciones, sobre todo a las comunidades más pobres en el continente americano. También ayudó a los damnificados del Huracán Katrina en Nueva Orleans en los Estados Unidos.

## Discografía
- Mass of St. Rita (1993) - a compilation of original Mass settings and selected Psalms.
- Dear Jesus (1994) - a compilation of 16 original songs and spoken prayers.
- Music Revisited, Volume 1 (1995) - a compilation of original works.
- One Heart, One Mind (1996) - a compilation of original Paring Bol-anon musical compositions.
- Music Revisited, Volume 2 (1997) - a compilation of original works.
- Christian Art Songs (3 Volumes) (1997) - a compilation of Salesian poetry set to music by J. Roel Lungay; downloadable files click here
- Revelry of Christian Music (1998)

- Datos: Q6293893
- Multimedia: José Roel Lungay / Q6293893